# Moara Vlăsiei (gmina)
Moara Vlăsiei – gmina w północnej części okręgu Ilfov w Rumunii. W skład gminy wchodzą wsie: Căciulați i Moara Vlăsiei. W 2011 roku liczyła 6307 mieszkańców.